# Miyamoto Musashi
Miyamoto Musashi (宮本武藏?; Miyamoto, 1584 – Higo, 13 giugno 1645) è stato un militare e scrittore giapponese, considerato il più grande spadaccino della storia nel suo paese, fondatore della scuola di spada Hyōhō Niten Ichi-ryū.

## Biografia

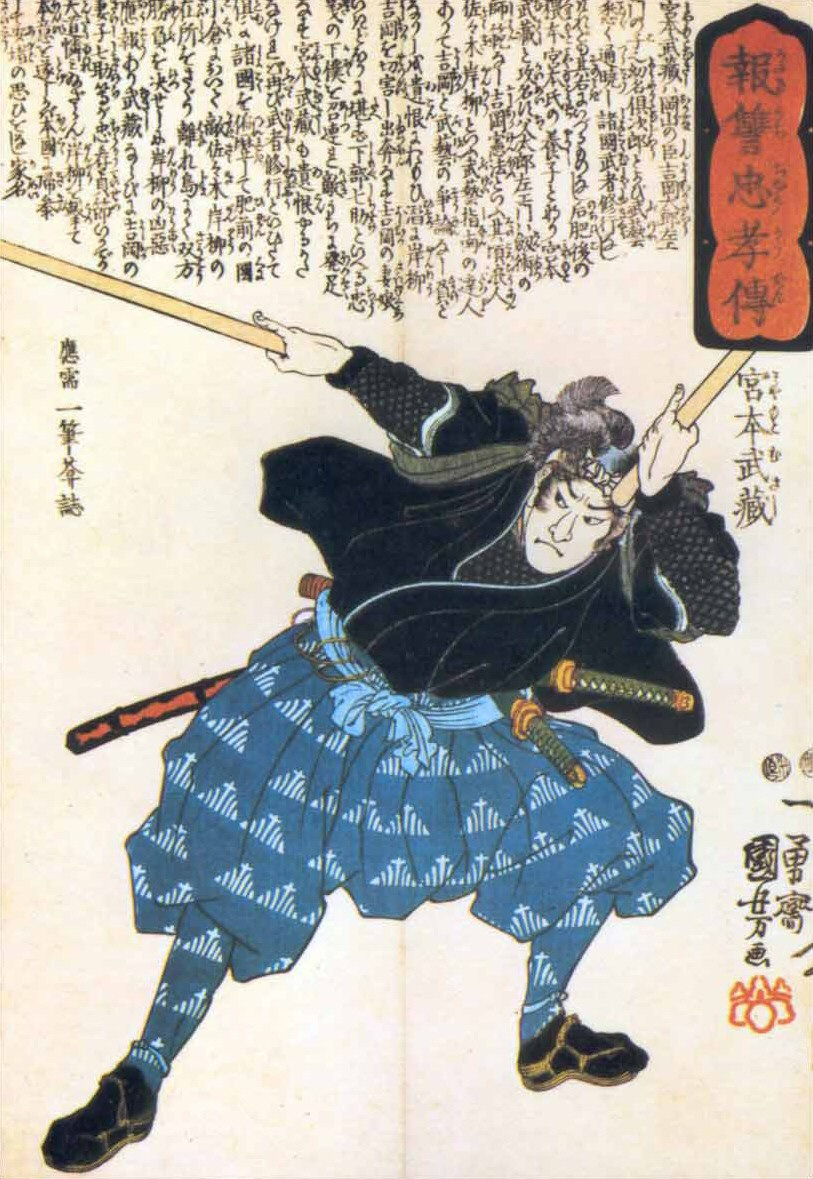
Miyamoto Musashi brandisce due bokken (spade di legno)

Nato nel villaggio Miyamoto nella provincia di Harima, fu istruito all'uso delle armi dal padre Munisai, che era uno spadaccino riconosciuto dallo shōgun, mentre al suo sviluppo spirituale contribuì anche il monaco zen Takuan Soho amico di Yagyu Munemori, famoso maestro di spada. A 13 anni ebbe il suo primo duello mortale.
A 16 anni partecipò e si batté nell'epica battaglia di Sekigahara (1600) per la fazione sconfitta, quella dei daimyō dell'ovest. Sopravvissuto al massacro di migliaia di guerrieri e all'inseguimento da parte dei nemici, Musashi cominciò un vagabondaggio per il Giappone alla ricerca di avventure e di affermazione personale.
Dopo quell'esperienza che lo segnò profondamente, visse diversi anni in totale eremitaggio nelle foreste più impervie, dedicandosi esclusivamente all'affinamento delle tecniche marziali.
Vagò fino ai 29 anni, battendosi per sessanta volte ed ottenendo sempre la vittoria, anche quando si trovò a combattere contro più avversari contemporaneamente o contro maestri di arti marziali, come i samurai della famiglia Yoshioka, famosi per la loro scuola di spada a Kyoto.

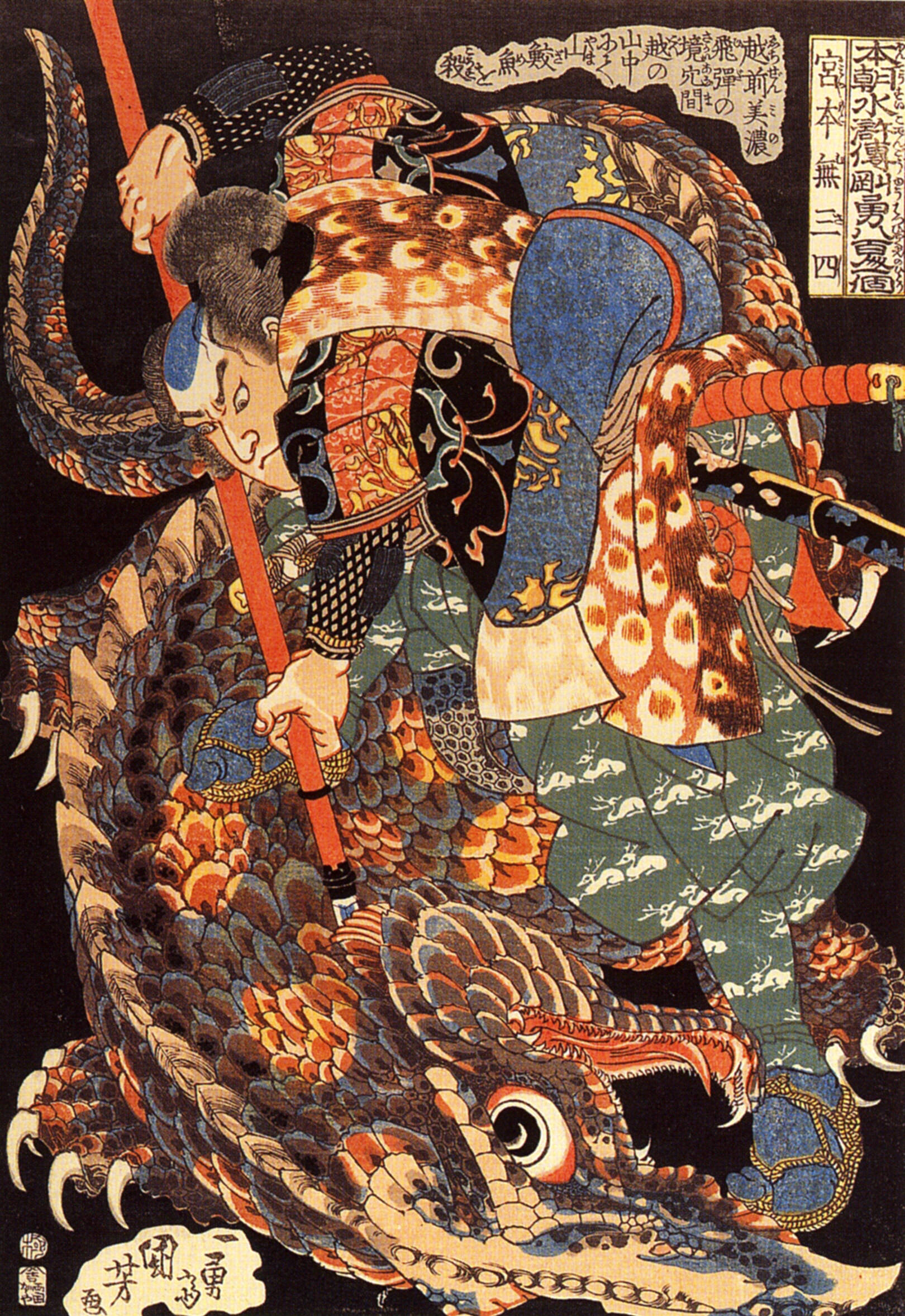
Miyamoto Musashi trafigge un nue (鵺)

Il suo duello più celebre fu quello combattuto contro Sasaki Kojirō, detto Ganryu, nel 1612, sull'isola di Funa-jima. Il duello ebbe così tanta rinomanza che ora quest'isola porta il nome di Ganryū-jima.
Miyamoto vinse il duello con un singolo, ma formidabile colpo mortale, portato sulla testa dell'avversario con un bokken ricavato dal remo della barca che l'aveva portato a Funa-jima. Miyamoto si avvicinò all'avversario, scendendo dalla barca, con l'acqua che gli arrivava poco al di sotto delle ginocchia. Il bokken ricavato dal remo era stato appositamente intagliato nel remo per renderlo più lungo di uno normale e Musashi ne immerse la punta nell'acqua, per nasconderne la lunghezza agli occhi dell'avversario. In questo modo il samurai riuscì a sorprendere Kojiro e a sconfiggerlo. Come viene riportato su Il libro dei cinque anelli (五輪書?, Go rin no sho), Miyamoto con un solo unico micidiale colpo spaccò la testa di Ganryu.
I dati biografici sono incerti, ma tradizionalmente si ritiene vero che Musashi non abbia mai perso un incontro, nonostante contrapponesse spesso un bokken alla katana dell'avversario (si tenga sempre in mente che il bushido, il codice d'onore dei samurai, imponeva allo sconfitto in un duello di suicidarsi).
La sua mancanza di puntualità negli appuntamenti era leggendaria, ma va precisato che la mancanza di puntualità ai duelli faceva parte di una precisa strategia psicologica che Musashi adottava (mai ripetendola più di una o due volte con avversari che ne erano a conoscenza), allo scopo di togliere fiducia all'avversario e di fargli perdere calma e concentrazione. Infatti nel suo più famoso duello contro Kojirō tardò al punto che fu mandato un emissario dello sfidato a prenderlo, il quale lo trovò che ancora dormiva. Musashi si alzò e fece colazione con tutta calma. Quando Kojirō lo scorse arrivare in barca, calmo e per di più armato solo di un bokken, perse la calma al punto di corrergli incontro nell'acqua gettando via il fodero della sua katana. Musashi lo apostrofò dicendogli che in quello stato aveva già perso. Egli era un innovatore nella strategia di lotta psicologica, nello studio della personalità e delle debolezze dell'avversario e nelle tattiche comportamentali per sfruttarle. Strategia pressoché sconosciuta fino ad allora, tra i samurai.
A 50 anni si ritirò per dedicarsi allo studio, alla letteratura e ad altre discipline risultando un maestro in molte di esse come, ad esempio, nella pittura, nella calligrafia e nell'arte della forgiatura delle tsuba, le tipiche guardie delle spade che spesso risultavano vere e proprie opere d'arte, tanto che diede il proprio nome a un modello divenuto poi tradizionale.
Morì in età avanzata, probabilmente per un tumore allo stomaco, in un periodo storico del Giappone in cui la vita media si attestava intorno ai 40 anni.
La leggenda vuole che al suo funerale un fortissimo tuono scosse tutti i presenti alla cerimonia e il commento dei più fu "è lo spirito di Musashi che lascia il corpo".

## Personalità e leggenda
La vita di Musashi viene spesso confusa con le leggende nate su di lui nei secoli dopo la sua morte. I documenti relativi alla sua biografia sono frammentari e molti sono andati perduti.
Per i suoi biografi è "relativamente" semplice ripercorrere la sua vita fino al duello con Kojiro, mentre è più difficile trovare fonti certe su quel che fece dopo. Si trovano invece sufficienti notizie sulla sua vecchiaia. Di certo si sa che era un pittore, e qualche sua opera è rimasta. Ha lasciato tre opere scritte, la più famosa delle quali è Il libro dei cinque anelli, arrivato a noi grazie ai suoi allievi, e dedicato a uno di questi ultimi. Alla sua morte Musashi aveva almeno tremila studenti che studiavano sotto di lui, oppure sotto la guida di suoi allievi diretti; ancora oggi in Giappone ci sono molte scuole che derivano dalla sua. Altra leggenda afferma che sia stato educato dal monaco Takuan, e ci sono molte probabilità che esista un fondo di verità in ciò, poiché il monaco fu mandato in esilio a Kaminomiya nel 1629 dopo aver contestato le leggi che intestavano tutte le proprietà ecclesiastiche allo Shōgun. Fu lì che un paio di anni dopo si recò Musashi per una dimostrazione del suo stile "Due spade: una scuola", presso il daimyō Matsudaira Dewa no kami, ed è in questo periodo che potrebbero essersi incontrati. A motivare la possibilità di questo incontro ci sono le grandi somiglianze della dottrina Zen nella scherma, presenti nelle opere di entrambi.
Sul duello più famoso che vinse contro Kojiro esiste un forte dibattito tra gli storici. Qualcuno insinua che a vincere sia stato Kojiro, detto Ganryu: l'isola dove venne tenuto il duello oggi si chiama Ganryu-jima e in molti trovano strano che al luogo dell'incontro venga dato il nome del perdente. Ganryu-jima significa in giapponese "l'isola di Ganryu", nome che tuttavia più probabilmente deriva dalla versione abbreviata del più lungo toponimo "l'isola dove è morto Ganryu" o ''l'isola della morte di Ganryu". Sono comunque assolutamente preponderanti gli scritti che danno Musashi vincitore, così come tutta la tradizione e le leggende successive all'evento.
Qualcun altro invece afferma che la vittoria di Musashi è certa, ma che forse Kojiro "Ganryu" non venne ucciso dal leggendario avversario. In un testo scritto da un testimone dell'incontro si racconta che Kojiro non morì, ma rimase svenuto e quando si riprese venne ucciso da alcuni uomini appartenenti alla famiglia rivale di quella che "sponsorizzava" Kojiro. Infatti questo duello era stato organizzato da due famiglie che si contendevano il potere politico nella zona. Musashi era il campione di una e Kojiro dell'altra. Comunque Musashi dopo questo duello si ritirerà dalla vita di rōnin in cerca di sfide e non cercherà più scontri singoli. Se li farà saranno altri a sfidarlo. Probabilmente il duello rappresentò comunque una svolta nella vita di Musashi, volente o meno. Se, come sembra, ci furono fini politici dietro lo scontro, Musashi forse capì che il singolo non può nulla nelle trame ordite dai potenti nella società. Forse questo gli fece diminuire l'interesse per lo scontro singolo e aumentare quello per lo scontro di massa e lo studio della strategia applicata alle battaglie tra eserciti.
Le più forti critiche verso di lui nacquero perché uccise in un duello un esponente della scuola Yoshioka che era solo un adolescente di tredici anni. Va però detto che l'esponente della Yoshioka in quell'occasione non era solo, ma scortato da molte decine di samurai, e ricordato anche che Musashi stesso vinse un duello a 13 anni. Comunque Musashi aveva già ucciso, in due precedenti duelli, i fratelli maggiori del piccolo Yoshioka. Il terzo scontro fu deciso dagli allievi della Yoshioka che cercavano per fini personali di salvare l'onore della scuola.
Certamente a contribuire a notizie fuorvianti su Musashi è stato il romanzo di Eiji Yoshikawa, ritratto di un'epoca e anche del personaggio di Musashi, anche se con chiare invenzioni biografiche, dettate probabilmente da esigenze narrative.
Si sa che non si sposò, ma adottò tre figli, l'ultimo dei quali in tarda età. Uno si suicidò alla morte del suo signore, secondo le regole del tempo. Musashi non riuscì a diventare maestro di spada per lo shogun, dato che un altro samurai venne scelto al suo posto, ma in compenso trovò un signore a cui offrire i suoi servigi.
In vecchiaia, diede diverse dimostrazioni della sua abilità. Non uccideva più gli avversari, e li fronteggiava sempre con un bokken. Solo in un'occasione uccise un uomo, ma questi morì sbattendo la testa dopo che Musashi lo ebbe spinto con il corpo contro un muro dopo aver evitato un fendente. Si dice fosse mancino, e abile nel lancio dei coltelli. In età matura partecipò per il suo signore a delle battaglie, che lo videro vincitore. Per lui la strategia che si mette in pratica per un singolo individuo si può utilizzare anche per molti. L'originale de Il libro dei cinque anelli è andato perduto, in quanto Musashi stesso chiese a due allievi di bruciarlo. Uno lo trascrisse e l'altro lo imparò a memoria, lasciandone pertanto traccia.

## I nomi

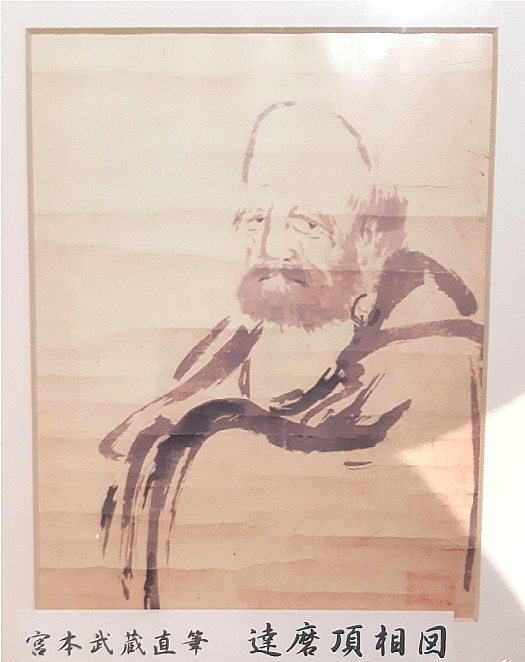
Daruma (Bodhidharma) dipinto da Musashi.

Nell'introduzione del suo libro si presenta col nome di Shinmen Takezo Musashi no Kami Fujiwara no Genshin che ha la seguente origine: Takezo è il nome proprio da adulto (al compimento dei 13 anni); Shinmen è il nome del clan di cui il nonno di Takezo era vassallo; Musashi no kami è un titolo onorifico che significa approssimativamente "governatore della provincia Musashi", anche se di fatto non corrisponde al vero; Fujiwara no Genshin significa "saggio della famiglia Fujiwara", altro titolo onorifico che aveva lo scopo di creare un legame (pretestuoso) col clan Fujiwara, secondo per importanza solo alla famiglia imperiale, acquisendone in prestigio. Titoli simili venivano assegnati ai non nobili.
Il nome con cui è noto oggi, Miyamoto Musashi, gli è stato probabilmente dato dal monaco Takuan Soho, (ma questa è probabilmente una leggenda dovuta al libro "Musashi" di Eiji Yoshikawa) basandosi sul nome del villaggio di cui era originario (Miyamoto) e della lettura cinese (Musashi) dei caratteri di Takezo, il suo nome.
Infine, l'appellativo Kensei, con cui spesso viene identificato, significa "saggio, maestro o santo della spada", in riconoscimento della sua incredibile abilità guerriera.

## Opere
La sua opera più nota Il libro dei cinque anelli (五輪の書?, Go rin no sho), conosciuto anche come Il libro degli elementi o Il libro dei cinque elementi, è la sintesi di tutta la sua esperienza. L'opera è divisa in cinque parti, con riferimento agli elementi costitutivi dell'universo secondo la cultura Taoista: terra, acqua, fuoco, aria e vuoto.
Il libro della Terra tratta in generale l'arte della spada; quello dell'Acqua descrive specificamente le tecniche della scuola fondata dall'autore; quello del Fuoco le tecniche di combattimento; quello dell'Aria le tecniche delle altre scuole; il libro del Vuoto, l'ultimo, espone le conclusioni filosofiche dell'insegnamento: una volta raggiunto l'apice della tecnica si devono dimenticare le regole e agire con la più grande e spontanea istintività. L'insegnamento è in linea con le massime della filosofia zen. L'ultimo scritto di Musashi è il Dōkkōdō (獨行道? "La via della solitudine" o "La via da seguire soli"), un breve elenco di precetti composto il 12 maggio 1645, un mese prima della sua morte.

## Presenza nella cultura di massa moderna

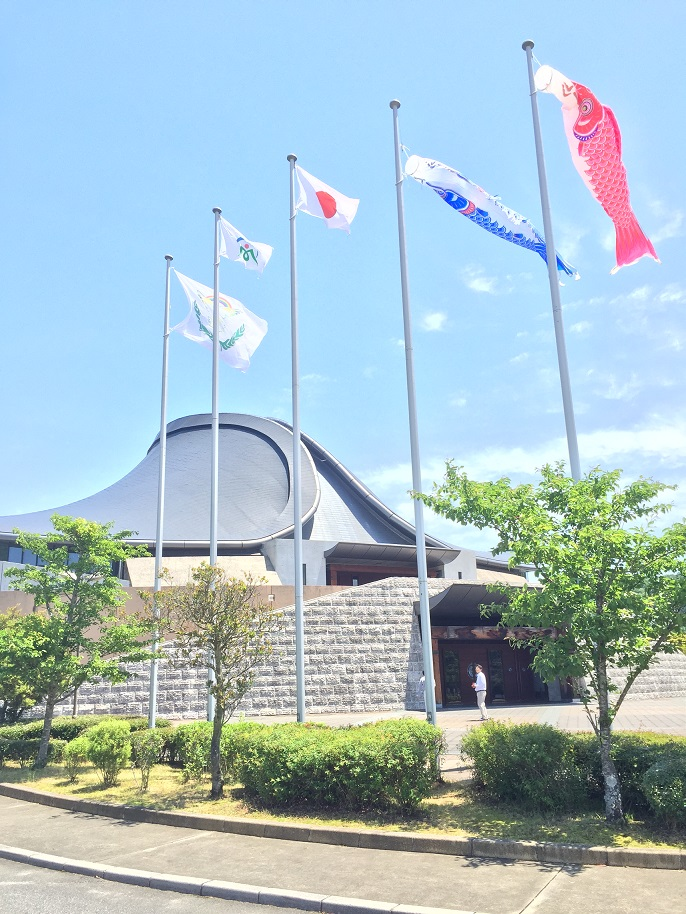
Il Musashi Budokan.

- A Miyamoto Musashi è dedicato il Musashi Budokan situato a Ōhara-Cho, anticamente nella Provincia di Mimasaka ed oggi parte della città giapponese di Mimasaka nella prefettura di Okayama.
- Lo scrittore giapponese Eiji Yoshikawa ha dedicato a Miyamoto Musashi un lungo romanzo storico-biografico, intitolato appunto Musashi, apparso per la prima volta a puntate tra il 1935 e il 1939. In Italia il romanzo è attualmente edito da Rizzoli SuperBUR (in una versione accorciata di 840 pagine) e da Luni Editrice (in versione integrale in 2 volumi).
- Al romanzo di Yoshikawa è ispirato il manga Vagabond di Takehiko Inoue, edito in Italia da Panini Comics.
- Il famoso mangaka Shotaro Ishinomori ha realizzato un manga sulla vita del samurai, intitolato appunto Miyamoto Musashi.
- Nel manga Yaiba di Gōshō Aoyama, Miyamoto Musashi è uno dei personaggi principali che combatte al fianco di Yaiba contro il supremo Onimaru.
- Nel manga e nell'omonimo anime Getter Robot di Gō Nagai e Ken Ishikawa il pilota del "Bear" si chiama Musashi Tomoe.
- Nel manga Lamù (Urusei Yatsura), di Rumiko Takahashi, la figura di Musashi Miyamoto viene letteralmente massacrata: facendogli assumere le sembianze di Ataru Moroboshi (uno dei due protagonisti, assieme a Lamù) lo trasforma in uno scroccone e i suoi duelli diventano solenni abbuffate di specialità gastronomiche tipiche di ogni città da lui visitate, seguite poi dalla fuga senza pagare mai il conto. Durante l'ultima tappa, di fronte all'isola di Ganryu, intossicato da una scorpacciata di pesce palla, l'oste ne sotterra il corpo per sviare i sospetti su di sé e poi esclama: "come cuoco faccio schifo, sarà meglio che torni a fare l'orafo: sì, d'ora in poi fabbricherò anelli!"
- Nel manga e anime Ranma ½ di Rumiko Takahashi viene più volte citato il celebre spadaccino come simbolo di eccellenza nelle arti marziali e come esempio di elevata cultura, e in un episodio della serie animata il personaggio di Kuno Tatewaki viene posseduto dallo spirito di Musashi.
- Il manga Samurai tratta le vicende di Dagor Miyamoto, figlio del celebre Musashi.
- Nel manga Eyeshield 21, sul football americano, Musashi è il soprannome del kicker dei Deimon Devil Bats Takekura Gen per via del suo atteggiamento da guerriero.
- In un capitolo del manga Dr. Slump, di Akira Toriyama, quando Arale torna indietro nel tempo si vede Sasaki Kojirō, ormai vecchio, che impreca contro Musashi a causa del suo ritardo.
- Nel manga Baki the Grappler Miyamoto Musashi viene riportato in vita per affrontare i guerrieri più forti al mondo.
- Nell'anime Inazuma Eleven GO, il Keshin di Ryoma Nishiki è basato su Musashi Miyamoto. Il Keshin brandisce le spade in stile nitoryuu, cioè usandone 2, e indossa una corazza in stile Sengoku.
- Citato all'interno dell'anime Samurai Champloo. Sembrerebbe presente nella puntata numero 21 "Elegia (parte seconda)". L'anziano e pittoresco pescatore che aiuta Jin saluta lo stesso dicendo di chiamarsi proprio "Musashi Miyamoto", anche se successivamente afferma di stare scherzando.
- Nell'anime Shugo Chara! il suo nome è stato dato allo Shugo Chara di Kairi Sanjo, uno dei guardiani della Seiyo Academy: infatti il piccolo essere si chiama appunto Musashi e basa l'arte di essere un samurai su di lui.
- Nel videogioco del 2003 Onimusha: Blade Warriors è uno dei personaggi giocabili.
- È il protagonista della serie anime del 2023 Onimusha, di Netflix.
- Nel videogioco Samurai Warriors 2, Musashi Miyamoto è uno dei 26 personaggi disponibili.
- Nel videogioco Shogun's Blade, ispirato alla battaglia di Sekigahara, Miyamoto Musashi è il protagonista della storia e personaggio giocabile, assieme al samurai Sasaki Kojirou.
- Yasuo, un campione del noto videogioco League of Legends, è ispirato a Musashi Miyamoto.
- Nel videogioco Overwatch, l'eroe Genji Shimada cita il Dokkodo di Musashi più volte mediante la seguente frase: "Puoi abbandonare il tuo corpo, ma non il tuo onore".
- Nel videogioco For Honor, l'Aramusha, un eroe giocabile, ha uno stile di combattimento molto simile al Niten Ichi-ryū.
- Heishiro Mitsurugi, personaggio della saga videoludica di Soulcalibur, è ispirato a Musashi.
- Nel videogioco per smartphone Fate/Grand Order è presente una sua versione femminile nelle classi Saber e Berserker.
- Nel videogioco per smartphone The Battle Cats è presente nel set Sengoku Wargods Vajiras come unità leggendaria.
- In ambito cinematografico e televisivo, sono molte le opere giapponesi che hanno la figura di Miyamoto Musashi come protagonista. Tra le più recenti vi è una miniserie TV del 2003 la cui colonna sonora è opera del compositore italiano Ennio Morricone.
- Il personaggio di Takezo Kensei della serie TV Heroes è stato basato su leggende riguardo Musashi.
- Il brano Sun and Steel della metal band inglese Iron Maiden, pubblicato sull'album Piece of Mind del 1983, è ispirato alla vita di Miyamoto.
- Nel romanzo di Rino Cammilleri Il crocifisso del samurai è un antagonista invincibile pagato con due bellissime spade per uccidere "l'Inviato del Cielo".
- Un giovane Musashi ha il ruolo di coprotagonista nella storia a fumetti La grande battaglia di Lilith, personaggio di Luca Enoch edito dalla Sergio Bonelli Editore, episodio ambientato durante la battaglia di Sekigahara.
- È uno dei personaggi principali della serie I segreti di Nicholas Flamel, l'immortale, scritta da Michael Scott.
- Nel fumetto italiano John Doe viene citato più volte e nel numero 34 Musashi Miyamoto aiuta il protagonista a svolgere la propria missione.
- Lo scrittore britannico David Kirk gli ha dedicato, e gli dedica tuttora, una saga letteraria, finora composta da due romanzi ed edita in Italia dalla Newton Compton Editori.
- Il brano The Duelist della band metal svedese Sabaton, rilasciato anticipatamente come parte dell'album Legends, il quale sarà pubblicato il 17 Ottobre 2025, narra la vita di Musashi dal punto di vista militare.